# Football Club Gualdo
L'A.S.D. Football Club Gualdo, meglio nota come Gualdo F.C. o più semplicemente Gualdo, è una società calcistica italiana della città di Gualdo Tadino.
La squadra è stata fondata nel 2023 e possiede stemma e divise di gioco desunte da quelle della precedente, ottantenaria, Società Sportiva Gualdo. Questa fu istituita nel 1920 e arrivò, a cavallo degli anni novanta e duemila, ad avere un notevole exploit sportivo culminato nella partecipazione a quattordici campionati professionistici fra Serie C1 e Serie C2. Rifondata nel 2006 come Associazione Sportiva Gualdo Calcio e ripartita dalla Promozione regionale, nel 2013 si è fusa con l'A.S. Casacastalda, rappresentativa dell'omonima frazione, dando l'Associazione Sportiva Dilettantistica Gualdo Casacastalda, che dopo tre anni di militanza in Serie D (la massima categoria dilettantistica nazionale) è retrocessa nelle leghe regionali. Questa infine, dal 2024 ha proseguito l'attività solo con le formazioni giovanili, concedendo al suddetto FC Gualdo, di continuare il percorso della prima squadra in Prima Categoria, nell'ambito di un concertato progetto sportivo.
Nel suo palmarès, da SS Gualdo vanta come massimo risultato la vittoria di un campionato di Serie C2 nella stagione 1993-1994, e il raggiungimento della finale play-off per la promozione in Serie B nel campionato 1994-1995. I colori sociali sono il rosso e il bianco, cui si sono aggiunti come Gualdo Casacastalda il verde e giallo, colori del Casacastalda. L'impianto di gioco è lo stadio Carlo Angelo Luzi di Gualdo Tadino.

## Storia

### Gualdo

#### I primi settant'anni

Una formazione dello Sport Club Audax Tadino nel 1932

Nel 1920 nasce a Gualdo Tadino lo Sport Club Audax Tadino, polisportiva attiva nel podismo, ciclismo, atletica, escursionismo, pallamano, motociclismo e anche nel calcio, con una propria sezione calcistica. La compagine di football prosegue la sua attività sotto l'acronimo S.C.A.T. fino al secondo dopoguerra; fanno eccezione gli anni conclusivi del ventennio fascista, quando l'italianizzazione imposta dal regime porta ad adottare la denominazione di Fascio di Gualdo Tadino.
Dopo quasi quarant'anni di tornei nella Promozione Umbra, nel 1986 avviene un'importante svolta a livello societario, destinata a segnare la storia del Gualdo nel successivo decennio: Angelo Barberini, amministratore delegato della locale azienda di ceramiche Tagina, decide di investire nella società calcistica cittadina; assieme ai suoi soci entra quindi nella struttura dirigenziale del club, diventandone direttore sportivo.
In questa fase finale del decennio viene inaugurato il nuovo stadio Carlo Angelo Luzi, mentre sul piano sportivo la squadra comincia a palesare ambizioni sempre maggiori. Nel 1988, sotto la guida dell'allenatore Possanzini, arriva l'approdo nel Campionato Interregionale.

#### La ribalta nazionale degli anni 1990

La rosa del Gualdo schierata in campo nella stagione 1986-1987

Nel 1990 Angelo Barberini assume la carica di presidente del Gualdo. Inizia da qui l'escalation che negli anni 1990 porta la piccola squadra biancorossa – emanazione di una città di quindicimila abitanti – agli onori della cronaca sportiva nazionale.
Viene allestita una squadra col preciso intento di arrivare nel calcio professionistico e nel 1992, grazie allo spareggio vinto con L'Aquila, i biancorossi sono promossi in Serie C2. Dopo un anno di assestamento tra i professionisti, nella stagione 1993-1994 Barberini chiama alla guida della squadra Walter Novellino, che porta il Gualdo a vincere il campionato e ad approdare in Serie C1 – massima categoria raggiunta dal club –, riconfermando l'allenatore.
Al primo di anno di C1 la compagine centra subito la finale play-off per la promozione in Serie B; il 24 giugno 1995 allo stadio Adriatico di Pescara, il Gualdo vede sfumare l'approdo in Serie B ai rigori contro l'Avellino di Zbigniew Boniek. Nei campionati che seguono i biancorossi di Barberini si ripetono, infatti, nel 1996 disputano ancora i play-off per la serie cadetta; questa volta i biancorossi guidati da Alberto Cavasin si scontrano con il Castel di Sangro, che vince al 4' di recupero e va in finale. Nel 1998 il Gualdo approda per la terza volta in quattro anni ai play-off per la promozione in Serie B, ma stavolta è la Nocerina a infrangere i sogni dei biancorossi, sempre al 94'.

Il Gualdo del 1994-1995, guidato da Walter Novellino, che arrivò alla finale play-off per la promozione in Serie B.

I campionati che seguono non hanno la stessa intensità dei precedenti: gli allenatori si susseguono, ma, proprio quando Barberini costruisce dichiaratamente una squadra per salire di categoria senza passare dai play-off, arriva inaspettata la retrocessione in C2, la prima nella storia del Gualdo; Enrico Nicolini, Ignazio Arcoleo e Massimo Cacciatori non riescono a evitare il ritorno in C2, che avviene nel 2000 dopo i play-out persi con la Fidelis Andria.

#### Il nuovo secolo
In C2, il Gualdo non riesce ad andare oltre il settimo posto del campionato 2000-2001, sotto la guida di Giovanni Pagliari.
Nel dicembre del 2002 muore l'artefice del "miracolo Gualdo", il presidentissimo Angelo Barberini. Al suo posto arriva il vice Moriconi che, alla sua prima partita da numero uno, vede il Gualdo vincere per 2-1 a Firenze contro la Florentia Viola dell'ex Cavasin, in quella che è rimasta per lunghissimo tempo l'ultima sconfitta casalinga dei viola.
Nel 2003-2004 i biancorossi disputano un campionato brillante, condotto sempre nelle prime posizioni, grazie a un ritrovato Roberto Balducci, capocannoniere del girone con 19 reti. La squadra arriva ai play-off, dove il Gualdo cade in finale, stavolta con la Sangiovannese; dopo il pareggio casalingo nella partita di andata (1-1), la sconfitta in casa dei toscani (1-3) preclude ai gualdesi il ritorno in C1.
Dopo un campionato, quello 2004-2005, molto sofferto, in cui il Gualdo acciuffa la salvezza solo ai play-out (1-1 e 1-0 col Fano), la società e lo sponsor storico Tagina lasciano la squadra.
Nella stagione 2005-2006 rileva la società l'imprenditore ternano Marco Moroni, ma l'avventura dura soltanto un anno, il più triste della storia di questo club. Con Alvaro Arcipreti direttore sportivo e Roberto Borrello in panchina, i biancorossi, dopo una partenza stentata che li aveva visti precipitare all'ultimo posto, riescono a risalire la china arrivando a sfiorare i play-off; l'argentino Juan Turchi si laurea capocannoniere del campionato con 17 gol, mentre il canadese Rocco Placentino è la più lieta sorpresa con 10 reti all'attivo.

##### La cancellazione e la rinascita
L'11 luglio 2006 la Società Sportiva Gualdo, in procinto di disputare la quindicesima stagione consecutiva tra i professionisti, viene esclusa dalla Serie C2 per decisione della Covisoc, dopo aver accumulato circa 500 000 euro di passivo in una sola annata. Nonostante le dichiarazioni di volontà di prosieguo dell'impegno, Moroni non iscrive il Gualdo ai campionati: dopo ottantasei anni di attività, la squadra è cancellata dal panorama calcistico nazionale; a nulla vale il tentativo di salvataggio in extremis portato avanti dall'amministrazione comunale, che aveva messo in piedi in poco tempo una cordata di imprenditori locali pronta a rilevare il sodalizio biancorosso.
La nuova società, allestita da venti soci fondatori tutti di Gualdo Tadino, prende il nome di Associazione Sportiva Gualdo Calcio e riparte dal campionato umbro di Promozione; vince subito il torneo 2006-2007, venendo promossa in Eccellenza, campionato che il Gualdo conclude per due stagioni a metà classifica, guidato dal tecnico Paolo Beruatto.
Nella stagione 2010-2011 la formazione gualdese conquista un posto nei play-off con una gara di anticipo rispetto alla fine del campionato, ripetendosi nel campionato 2011-2012; in entrambe le occasioni è eliminata in semifinale. L'annata 2012-2013, l'ultima del Gualdo prima della fusione col Casacastalda, è chiusa all'ottavo posto.

### Casacastalda

#### Gli inizi
Dalla passione di un gruppo di amici di Casacastalda, piccolo borgo di Valfabbrica animato da soli 700 abitanti, nel 1984 nasce l'Associazione Sportiva Casacastalda, che inizia la sua scalata calcistica dalla Terza Categoria Umbra. I primi vent'anni trascorrono nelle categorie minori regionali, stabilizzandosi negli anni 2000 in Promozione.

#### L'exploitdegli anni 2010
A metà degli anni 2000, l'arrivo in società dell'imprenditore gualdese Matteo Minelli mette le basi per permettere al Casacastalda, all'inizio degli anni 2010, di compiere un piccolo exploit sportivo arrivando in breve a un passo dal professionismo: con due vittorie consecutive ai play-off, tra il 2011 e il 2012 la squadra gialloverde sale dapprima in Eccellenza e subito dopo in Serie D; qui, al suo primo anno nel massimo livello dilettantistico, nella stagione 2012-2013 il Casacastalda sfiora subito l'approdo in Seconda Divisione, concludendo il campionato al secondo posto dietro al Castel Rigone, ma fermandosi poi alla semifinale play-off per mano della Voluntas Spoleto. È questo l'ultimo torneo della squadra prima della fusione col Gualdo.

### La fusione: nasce il Gualdo Casacastalda
Durante la seconda parte della stagione 2012-2013, inizia a maturare l'ipotesi di una fusione tra il Gualdo, all'epoca militante in Eccellenza Umbra, e il Casacastalda, impegnato in Serie D; le due realtà distano pochi chilometri, e fautore dell'idea è Matteo Minelli, imprenditore di Gualdo Tadino e presidente onorario del Casacastalda. L'iniziativa, portata avanti dalle due società con l'appoggio delle rispettive amministrazioni comunali, sfocia nella nascita della nuova Associazione Sportiva Gualdo Casacastalda, presentata ufficialmente l'11 luglio 2013. La neonata società sfrutta il vecchio titolo sportivo del Casacastalda, e si iscrive alla Serie D.
Grazie al secondo posto ottenuto dal Casacastalda nel precedente campionato, il 4 agosto il Gualdo Casacastalda si presenta al primo turno della Coppa Italia, sfidando la Virtus Entella; gli umbri perdono 2-5, ma ciò segna comunque un ritorno nella competizione dalla fine degli anni 1990, quando il Gualdo partecipò più volte alla coppa nazionale. Il cammino in campionato è abbastanza altalenante e, dopo l'avvicendamento alla guida tecnica tra Gianni Francioni e Federico Giunti, la squadra umbra termina la stagione al nono posto.
Nel 2014-2015 il Gualdo Casacastalda staziona per buona parte della stagione nelle zone alte della classifica, ma un calo accusato nel girone di ritorno preclude ai gualdesi la lotta per il primo posto, chiudendo il campionato alla settima piazza. L'annata 2015-2016, in cui la squadra punta su vari elementi del settore giovanile, è difficile tanto che, in novembre, il tecnico Omar Manuelli si dimette lasciando la panchina a Riccardo Bocchini; tuttavia neanche questo ultimo riesce a invertire la rotta, fino a rassegnare le dimissioni nel febbraio seguente. La squadra non riesce dunque a salvarsi e scende nelle categorie regionali per la prima volta dalla fusione. La crisi però non si interrompe e nella stagione successiva la squadra fatica anche nel campionato di Eccellenza, che conclude al terz'ultimo posto: la sconfitta nel play-out contro la Subasio decreta una nuova retrocessione.
Nella stagione 2017-2018 il Gualdo Casacastalda, scivolato in Promozione, stenta nel girone di andata per poi cambiare passo in quello di ritorno, terminando al secondo posto della classifica e strappando l'accesso ai play-off, che tuttavia perde contro l'Ellera. L'annata seguente la squadra torna in Eccellenza battendo nella finale play-off il Campitello. Nel 2022 scende di nuovo in Promozione e nel 2023 precipita in Prima Categoria.

### Football Club Gualdo
Nell'estate del 2024 la società ritira la prima squadra dai campionati senior, rimanendo attiva solo a livello giovanile con il nome di "Gualdo Next Gen". Si accorda inoltre con un altro club di Prima Categoria, la A.S.D. Football Club Gualdo, che si occupa da questo momento, in vece dell'altro, della prima squadra pur rimanendone distinto, con un programma sportivo radicato nel territorio. Questo perché entrambe le squadre della città avrebbero militato nel medesimo campionato.

## Colori e simboli

### Colori

Una formazione della vecchia S.C.A.T. in maglia partita nel 1939

Precedentemente alla fusione, il Gualdo aveva come colori sociali il bianco e il rosso, derivati dallo stemma comunale. Nel corso della sua storia la formazione gualdese mutò varie volte lo stile della sua uniforme casalinga, tuttavia la più iconica rimase una maglia bianca con una sbarra rossa sul petto, che presentava poi pantaloncini e calzettoni anch'essi bianchi; il completo da trasferta seguiva lo stesso schema, ma a colori invertiti. Dal 1986 al 2006 è stata sfoggiata dal Gualdo anche una maglia fasciata, bianca a bordi rossi oppure rossa a bordi bianchi, sempre con fascia nera. Nel passato ci sono state anche casacche con palatura verticale biancorossa, mentre ai tempi della S.C.A.T. venne spesso adottata una divisa partita.
Dall'altra parte, il Casacastalda aveva come colori sociali il giallo e il verde, inseriti sulla maglia secondo una rigatura a strisce verticali. Il tutto era abbinato a pantaloncini verdi e calzettoni gialli.
Il Gualdo Casacastalda nato nell'estate del 2013 ha deciso per una mescolanza dei precedenti colori sociali dei due club: il risultato è stato la creazione di un primo completo rosso e di un secondo giallo. Per suggellare la nascita della nuova squadra è stata inoltre realizzata una terza divisa, di colore nero e con inserti biancorossi e gialloverdi lungo il busto, celebrativa dell'avvenuta fusione.

### Simboli ufficiali
Il simbolo del Gualdo Calcio era San Michele Arcangelo, compatrono di Gualdo Tadino, mentre quello del Casacastalda era l'antico stemma comunale, ovvero una Torre sormontata da un Grifo rampante.
Seguendo quanto già fatto con le maglie da gioco, anche per il stemma della nuova squadra si è optato per l'unione dei precedenti simboli identificativi di Gualdo e Casacastalda. Il nuovo stemma del Gualdo Casacastalda vede quindi uno scudo rossoverde diviso diagonalmente a metà, che mostra il San Michele Arcangelo nella parte destra, e la Torre col Grifo in quella sinistra; il tutto è inserito all'interno di un bollo bianco, a sua volta cinto da un ovale nero che ingloba la denominazione societaria «AS GUALDO CASACASTALDA».

## Strutture

### Stadio
Il Gualdo Casacastalda disputa i suoi incontri interni allo stadio Carlo Angelo Luzi di Gualdo Tadino, ex impianto del Gualdo inaugurato nel 1986. Si tratta del quinto stadio umbro per grandezza, avendo una capacità di circa 4 000 posti a sedere. L'impianto consta di quattro settori: Tribuna centrale (in parte coperta), Gradinata Est (dal 1994), Curva e Gradinata Ovest, quest'ultima adibita a settore ospiti ma da tempo abbandonata.

### Centro di allenamento
Gli allenamenti della prima squadra hanno luogo presso lo stadio Luzi di Gualdo Tadino, mentre per quanto riguarda il settore giovanile sono a disposizione sia l'antistadio "Nello Saltutti" sia l'impianto sportivo della frazione tadina di Cerqueto. Inoltre nel dicembre 2015 è stato rimesso in sesto il vecchio Comunale, che ha ospitato le partite del Gualdo Calcio sino al 1986.

## Società

### Organigramma societario
Dal sito web ufficiale della società.
Prima squadra
- Luca Scassellati - Presidente
- Roberto Balducci - Direttore generale
- Simone Angelini - Direttore sportivo

Settore giovanile
- Marco Campese - Responsabile tecnico settore giovanile

### Sponsor
| Cronologia degli sponsor tecnici - 2013-2016 Macron-Puma - 2016- Zeus | Cronologia degli sponsor ufficiali - 2013-2017 Ecosuntek, Euroforn - 2017- Ecosuntek |

## Allenatori e presidenti
| Allenatori del Gualdo - 1920-1984 ... - 1984-1986 Nello Saltutti - 1986-1987 Romedio Scaia - 1987-1988 Flavio Possanzini - 1988-1989 Flavio Possanzini, poi Luciano Aristei - 1989-1991 Pierluigi Angeloni - 1991-1992 William Barducci - 1992-1993 William Barducci, poi Bruno Nobili - 1993-1995 Walter Novellino - 1995-1996 Gian Cesare Discepoli, poi Alberto Cavasin - 1996-1997 Giuliano Sonzogni, poi Walter Nicoletti - 1997-1998 Walter Nicoletti - 1998-1999 Enrico Nicolini, poi Salvatore Bianchetti - 1999-2000 Enrico Nicolini, poi Ignazio Arcoleo, poi Massimo Cacciatori - 2000-2001 Giovanni Pagliari - 2001-2002 Ettore Donati, poi Francesco Giorgini - 2002-2003 Ettore Donati, poi Agatino Cuttone - 2003-2004 Agatino Cuttone - 2004-2005 Andrea Bruniera, poi Paolo Beruatto - 2005-2006 Roberto Borrello - 2006-2007 Vito Cruccolo, poi Sergio Spuri - 2007-2009 Paolo Beruatto - 2009-2012 Roberto Balducci - 2012-2013 Roberto Balducci, poi Zoran Luzi | Presidenti del Gualdo - 1920-1990 ... - 1990-2002 Angelo Barberini - 2002-2004 Mario Moriconi - 2004-2006 Marco Moroni - 2006-2009 Pio Iannelli - 2009-2013 Fabrizio Scatena |

- 1984-2011 ...
- 2011-2013  Gianni Francioni

| Allenatori del Gualdo Casacastalda - 2013-2014 Gianni Francioni Federico Giunti - 2014-2015 Federico Giunti - 2015-2016 Omar Manuelli Riccardo Bocchini Francesco Bacci - 2016-2017 Guido Vicarelli Roberto Balducci - 2017- Lorenzo Bazzucchi | Presidenti del Gualdo Casacastalda - 2013-2015 Fabrizio Scatena e Giampiero Minelli - 2015-2016 Giampiero Minelli - 2016-2019 Fabrizio Rinaldini - 2020- Luca Scassellati |

## Palmarès

### Competizioni interregionali
- Campionato italiano Serie C2: 1

1993-1994 (girone B)
- Campionato Interregionale: 1

1991-1992 (girone E)

### Competizioni regionali
- Campionato di Promozione Umbria: 1

2006-2007 (girone A)

### Altri piazzamenti
- Coppa Italia Serie C

Finalista: 1998-1999
- Serie C1

Terzo posto: 1994-1995 (girone B), 1997-1998 (girone B)
- Serie C2

Terzo posto: 2003-2004 (girone B)
- Promozione

Secondo posto: 1978-1979, 2017-2018 (girone A), 2018-2019 (girone B)

## Statistiche e record

### Partecipazione ai campionati
Gualdo
| Livello | Categoria                 | Partecipazioni | Debutto   | Ultima stagione | Totale |
| ------- | ------------------------- | -------------- | --------- | --------------- | ------ |
| 3°      | Serie C1                  | 6              | 1994-1995 | 1999-2000       | 6      |
| 4°      | Serie C2                  | 8              | 1992-1993 | 2005-2006       | 8      |
| 5°      | Campionato Interregionale | 4              | 1988-1989 | 1991-1992       | 4      |

Casacastalda
| Livello | Categoria | Partecipazioni | Debutto   | Ultima stagione | Totale |
| ------- | --------- | -------------- | --------- | --------------- | ------ |
| 5°      | Serie D   | 1              | 2012-2013 | 2012-2013       | 1      |

Gualdo Casacastalda
| Livello | Categoria | Partecipazioni | Debutto   | Ultima stagione | Totale |
| ------- | --------- | -------------- | --------- | --------------- | ------ |
| 5°      | Serie D   | 3              | 2013-2014 | 2015-2016       | 3      |

## Tifoseria
La tifoseria del Gualdo Casacastalda ha ereditato dai gualdesi un gemellaggio con l'Avezzano e rapporti di amicizia con i sostenitori della Ternana, mentre la rivalità più sentita è quella coi supporter del Gubbio..